# Piper betle
Pour les articles homonymes, voir bétel.
Bétel
Ne doit pas être confondu avec palmier à bétel.
Espèce
Classification phylogénétique
Piper betle, le bétel, est une espèce de plantes à fleurs de la famille des pipéracées. C'est une plante grimpante dont les feuilles cordiformes ont des propriétés médicinales. Elle peut atteindre une hauteur d'environ un mètre. Elle est originaire de Malaisie et prospère maintenant en Inde et en Indonésie.

## Pharmacologie

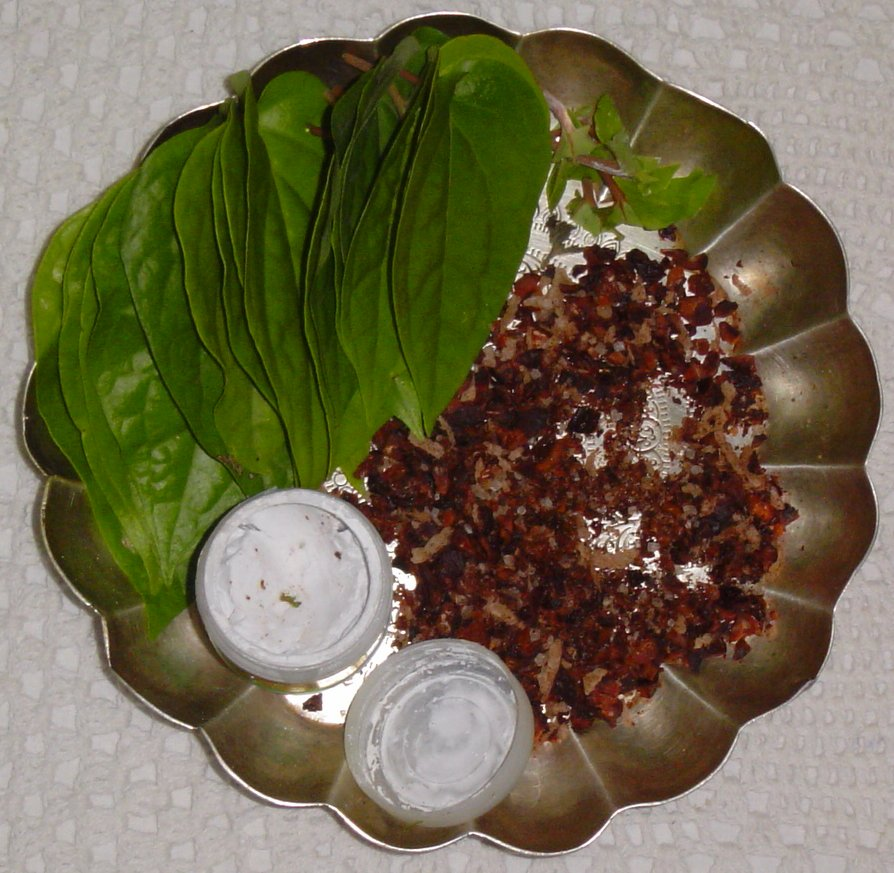
Feuille de bétel, noix de bétel et chaux.

Les substances actives de l'huile de bétel, obtenue à partir des feuilles, sont le bétel-phénol (ou chavibétol ou 3-hydroxy-4-méthoxyallylbenzène, qui donne un arôme fumé), le chavicol et le cadinène.
Ces substances ont des propriétés psychostimulantes et tonifiantes.
La consommation abusive de bétel (chique) est responsable de carcinome épidermoïde de la cavité buccale. Il s'agit ici de la chique de bétel, c'est-à-dire, d'une feuille de bétel contenant notamment de la noix d'arec, où « les nitrosamines formées à partir de l'arec lors de la chique sont carcinogènes et cette toxicité s'exerce alors que les feuilles de bétel possèdent un pouvoir protecteur. »

## Utilisation

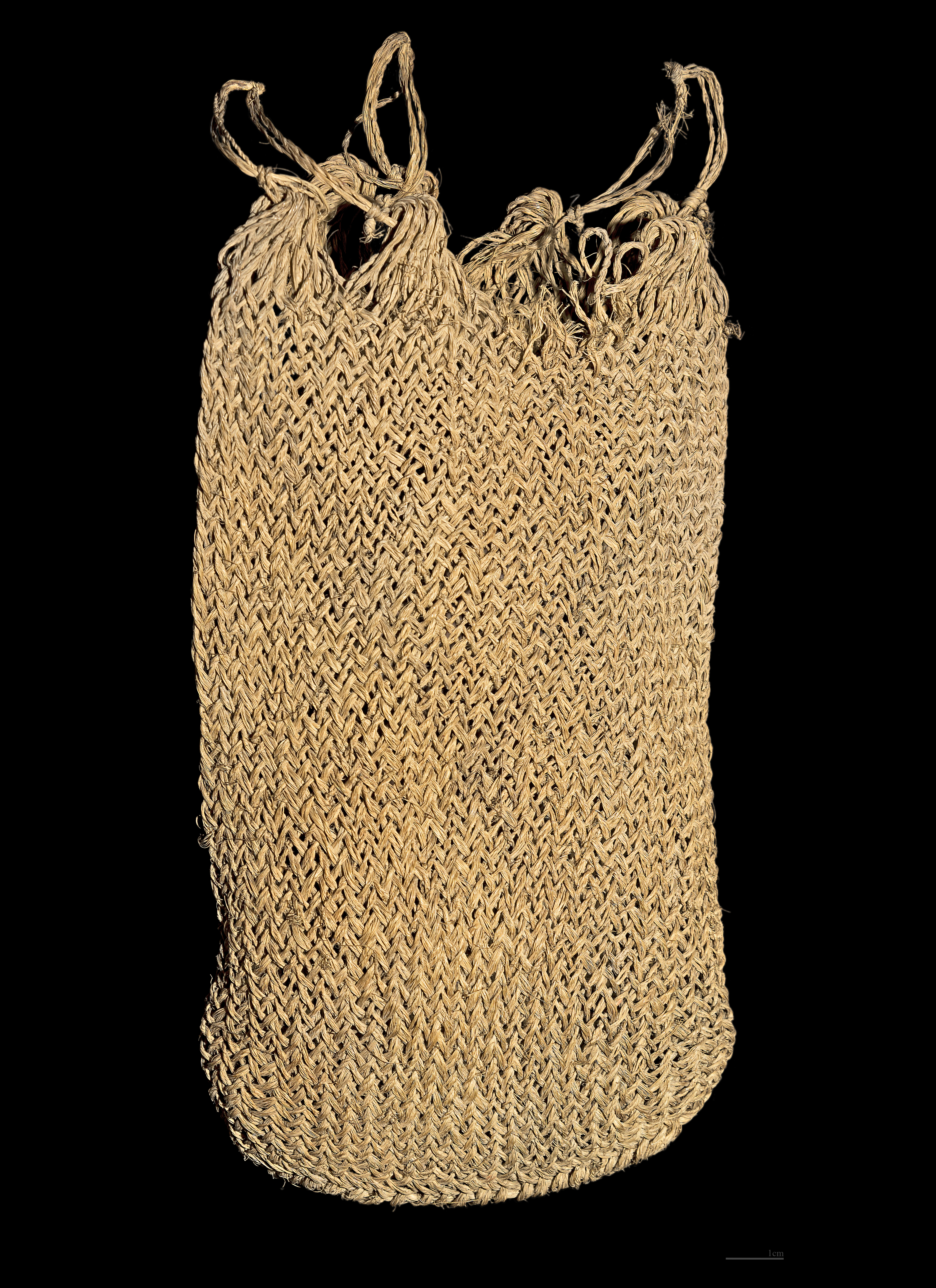
Sac à bétel du XIXe siècle, Nouvelle-Guinée (coll. MHNT)

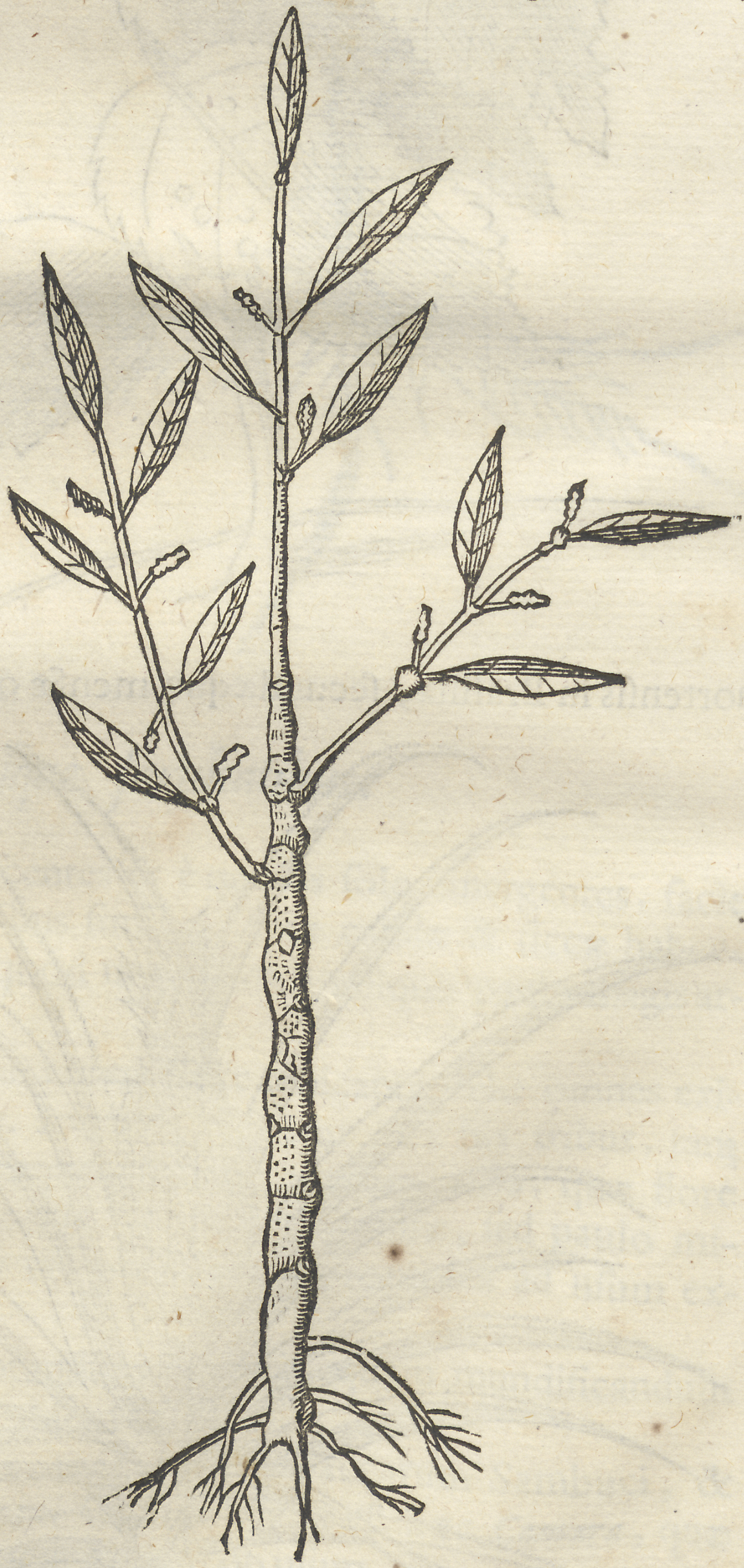
Betys ou Bétre, Piso, Willem, 1648), extrait de Historia naturalis Brasiliae (p. 88)

Les feuilles de bétel sont utilisées comme stimulant, antiseptique, anti-inflammatoire, en protection du foie, anti-diabétique, contre les ulcères et pour rafraîchir l'haleine. Sa richesse en phénols en fait un bon anti-oxydant,.
Elles sont également utilisées en infusion pour traiter l'indigestion, comme onguent ou en inhalation contre les maux de tête, comme traitement contre la constipation, comme décongestionnant, et comme aide à la lactation.
Dans la médecine ayurvédique, elles sont employées comme aphrodisiaque. Mâcher du bétel est mentionné dans le Kâmasûtra.
En Malaisie, elles sont utilisées pour traiter les maux de tête, l'arthrite et les rhumatismes.
En Thaïlande et en Chine, elles sont prescrites pour soulager les maux de dents. La médecine traditionnelle chinoise l'utilise également pour ses propriétés de désintoxication, antioxidation et antimutation.
En Indonésie, elles sont bues en infusion, et employées comme antibiotique.
En Inde, au Pakistan, en Birmanie ainsi qu'en Indochine, les feuilles sont mâchées avec de la chaux (oxyde de calcium) et de la noix d'arec, dans une préparation qui prend le nom de bétel ou paan. La chaux agit comme catalyseur, et l'arec contient l'arécoline, un alcaloïde qui favorise la salivation, la salive devenant teintée de rouge. On ajoute parfois du tabac à la préparation, ainsi que divers mélanges d'épices, des additifs astringents et autres adjuvants modifiant la texture et ou la saveur selon l'usage local.